# 애니메이션 크루
애니메이션 크루는 2004년 결성되어 현재까지 활동중인 대한민국의 팝핀 그룹이다.
2020년 서울시 전문예술단체로 선정되었으며 현재 갬블러 크루, 롤링 핸즈와 함께 문화예술 종합 플랫폼인 
무대위사람들에 소속되어 있다.

## 방송
- 코리아 갓 탤런트 2 (2012) - 3위
- 프랑스 TF1 더 베스트 (2013)
- 아메리카 갓 탤런트 10 (2015)

## 공연
- 비보이를 사랑한 발레리나 2번째 이야기 (2008)
- 배틀 비보이 : 베이비 (2009)
- 상해 한국문화축제 (2012)
- 대한민국 케이힙합 페스티벌 (2013)
- 빈센트 반고흐 - 안양 (2013)
- 2013 제야음악회 - 창원 (2013)
- Fantasko 유라시아 투어 공연 (2014)
- 아리랑, 세계의 심장을 두드리다 (2015)
- 5Colors (2015)
- K-Culture show <별의전설:견우직녀성> (2016)
- 마이다스쇼킹콘서트 IN KOREA - 부산 (2017)
- HAVE A GOOD TIME! (2018)
- 무예타(武藝打) (2018)
- 춤추는 미술관 (2019)

## 연혁
- 2004 애니메이션 크루 결성
- 2004 Korea Dance project D.O.S.I Poppin 우승
- 2005 중국 문화사절단 공연
- 2006 Street Jam : Top of the Top Poppin 우승
- 2006 북미 퍼포먼스 콘테스트 juste pour le plaisir de danser 우승
- 2007 국제 힙합 페스티벌 한국대표 선발전 Performance 우승
- 2008 제16회 대한민국 문화연예대상 공로상
- 2008 제16회 대한민국 문화연예대상 스트릿 댄스상
- 2009 미국 할리우드 더 펑크 던전 2위
- 2010 One Man show 우승
- 2011  장우혁 "시간이 멈춘날", "주말밤" 안무
- 2012 상해 한국 문화축제
- 2013 짐바브웨 "HIFA FESTIVAL" 초청 공연
- 2014 Fantasko 유라시아 투어 공연
- 2015 융복합 공모전 O-CREATIVE 최우수상
- 2015 아이슬란드 "Korean Night" 초청 공연
- 2016 한-멕시코 문화 교류 공연
- 2017 한-부탄 수교 30주년 Frendship Concert
- 2018 서울 댄스 딜라잇 우승
- 2019 한-이스라엘 문화 교류 콘서트
- 2019 부산 국제 연극제 "다이나믹 스트릿" 금상

## CF
- SK 텔레콤
- 팬택앤큐리텔
- 보디가드
- 하이트
- CJ
- 뱅뱅

## 영화
- 가문의 부활 - 가문의 영광 3 (2006)
- 전국노래자랑 (2013)